# 水森さやか
水森 さやか（みずもり さやか、1979年5月10日 -）は、日本のAV女優、ストリッパー。
趣味は映画鑑賞。特技は編み物、ピアノ。

## 略歴
北海道出身。AV女優としての活動の傍ら、1999年3月1日に大阪晃生ショーでストリッパーとしてデビュー。同劇場所属。1999年から2012年までストリッパーとして活動している。

## 主な出演作品

### アダルトビデオ
- 水森さやか 新任女教師ファイル②（1999年3月24日、KUKI）[1]
- 超乳生肉愛奴・さやか（1999年8月13日、アートビデオ）
- 薬物姦淫[検証]2 心身喪失 クロロホルム レイプ（1999年11月1日、XNN）
- ブルマー中出し 水森さやかちゃん18歳（2000年1月8日、ジョイムーン）
- 連続中出し 5本抜き（2000年3月10日、北都）
- Fuckin Cabaret やりまくりのキャバクラ嬢（2000年7月22日、cool woman）

### アダルトDVD
- 爆乳コスプレ対決③ 淫乱艶躰決戦（2002年3月22日、シャイ企画） 共演：朝倉まりあ、水島早苗
- ボクのジュニアを挟んで下さい。（2002年4月11日、Knowledge candy cinema）
- 巨乳人さやか! さやかもいっパイいっパイだから!（2002年7月11日、Angel dust）
- オッパイ天国コスプレ天国 3時間DX もんで吸ってワシづかみ エッチなコスチュームで抜き放題!!（2002年12月25日、アテナ）- 総集編